# Epicypta dzialandzea
Epicypta dzialandzea är en tvåvingeart som beskrevs av Loïc Matile 1979. Epicypta dzialandzea ingår i släktet Epicypta och familjen svampmyggor. Inga underarter finns listade i Catalogue of Life.